# 港下村
港下村，是中华人民共和国江西省抚州市南丰县傅坊乡下辖的一个村。
2019年，港下村公布为第五批中国传统村落。

## 文物保护单位
| 港下关帝庙与卡亭（含关帝庙、戏台、枌榆保障关卡） | 6-3-064 | 古建筑 | 南丰县 | 2018年3月 |  |